# Veguillas de la Sierra
Valacloche ist ein Ort und eine Gemeinde (municipio) mit 24 Einwohnern (Stand: 2024) im Zentrum der Provinz Teruel in der Autonomen Region Aragonien im östlichen Zentralspanien.

## Lage und Klima
Der Ort Veguillas de la Sierra liegt im Süden des Iberischen Gebirges etwa 38 km (Fahrtstrecke) südwestlich der Stadt Teruel in einer Höhe von ca. 1270 m. Das Klima ist gemäßigt bis warm; Regen (ca. 563 mm/Jahr) fällt übers Jahr verteilt.

## Bevölkerungsentwicklung
| Jahr      | 1970 | 1981 | 1991 | 2001 | 2011 | 2021 |
| Einwohner | 66   | 51   | 33   | 27   | 20   | 21   |

Die Mechanisierung der Landwirtschaft sowie die Aufgabe bäuerlicher Kleinbetriebe und der daraus resultierende Verlust an Arbeitsplätzen haben in der zweiten Hälfte des 20. Jahrhunderts zu einem deutlichen Bevölkerungsrückgang (Landflucht) geführt.

## Sehenswürdigkeiten

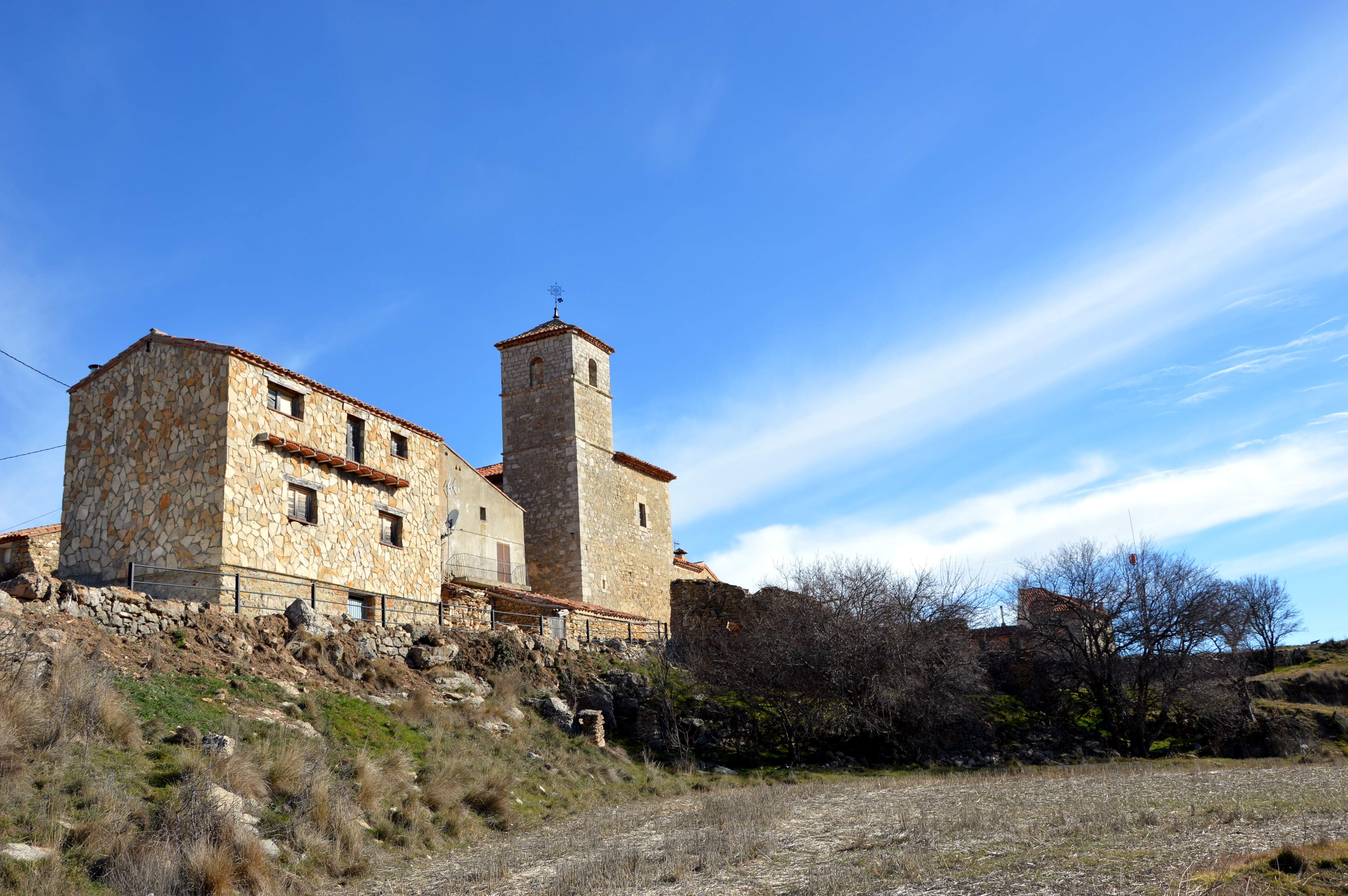
Dreifaltigkeitskirche
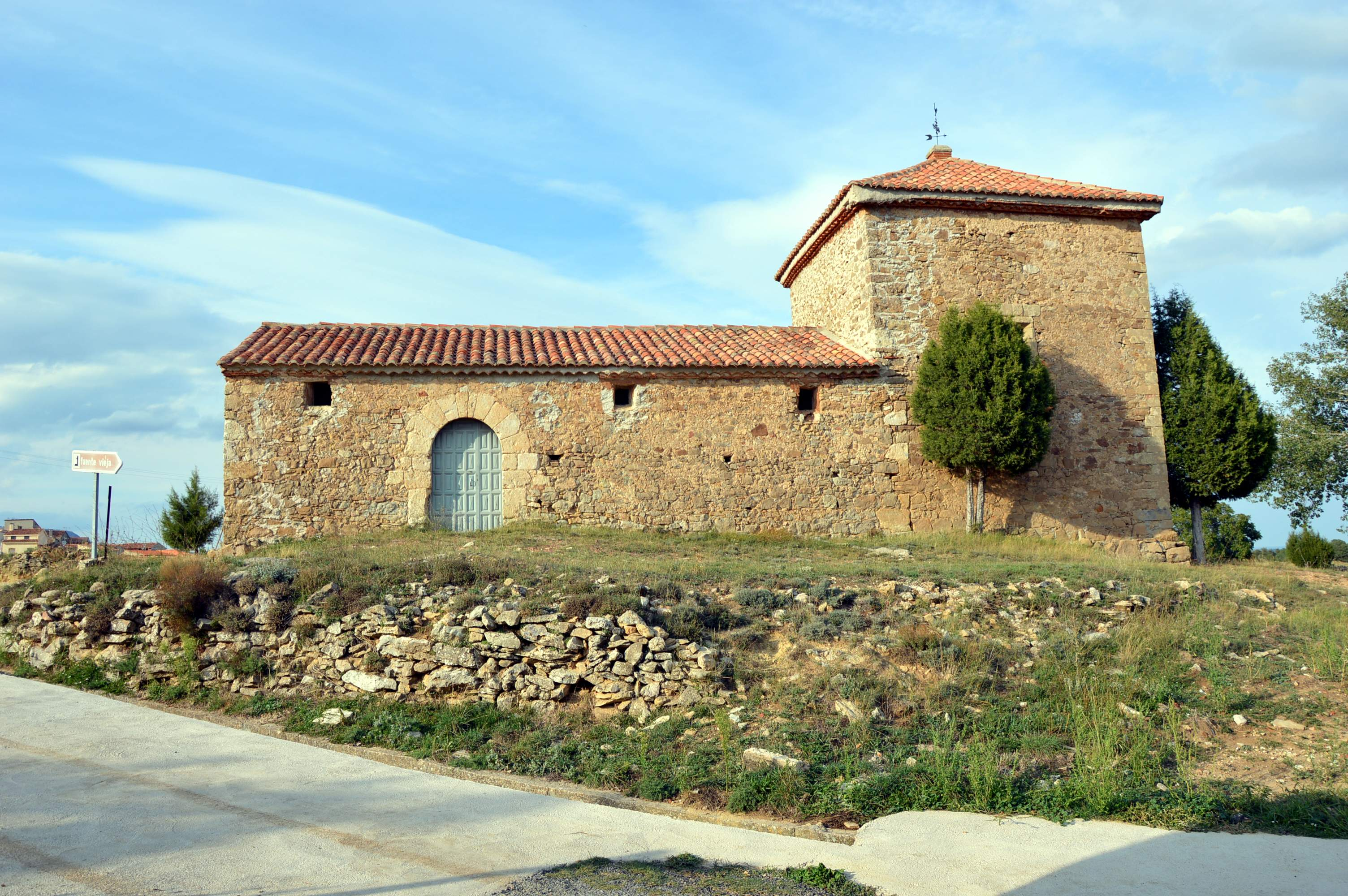
Markuskapelle

- Dreifaltigkeitskirche
- Markuskapelle